# Mi maggiore

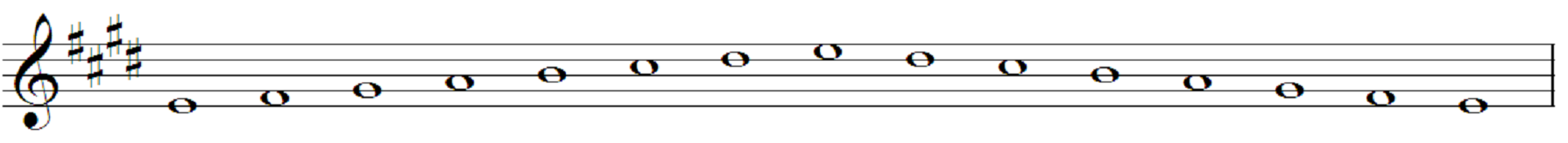
Per la scala musicale del mi maggiore, si hanno: mi, fa♯, sol♯, la, si, do♯, re♯, mi (parte ascendente).

La tonalità di Mi maggiore (E major, E-Dur) è incentrata sulla nota tonica Mi. Può essere abbreviata in MiM  oppure in E secondo la notazione anglosassone (E major, in inglese, E-dur in altre lingue germaniche).

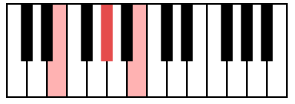
L'accordo di mi maggiore (triade) è composto da Mi, Sol♯, Si.

L'armatura di chiave è la seguente (quattro diesis):
```

Alterazioni
 (da sinistra a destra): 
fa♯, do♯, sol♯, re♯.
```

Questa rappresentazione sul pentagramma coincide con quella della tonalità relativa do diesis minore.